# イェンス・イェンソン
- イェンス・ヨンソン

イェンス・イェンソン（Jens Jønsson、1993年1月10日 - ）は、デンマーク・オーフス出身のプロサッカー選手。AEKアテネ所属。ポジションはMF。一般的にはイェンス・ヨンソンと日本語メディアでは紹介される。

## 経歴

### クラブ
地元クラブであるオーフスGFのアカデミーで育成され、2011年夏にプロデビュー。2012年12月のシルケボーIF戦でプロ初ゴール。シーズン終了後、このゴールはベストゴールに選出された。
2016年8月、トルコのコンヤスポルと3年契約を結んだ。
2020年8月25日、カディスCFと2年契約を結んだ

### 代表
ユース年代からデンマーク代表に選出され、リオデジャネイロオリンピックにも出場。2020年11月にフル代表に初招集。11日のスウェーデン戦で代表デビューを果たした。

## 代表歴
- デンマークU-16
- デンマークU-17
- デンマークU-19
- デンマークU-20
- デンマークU-21
  - UEFA U-21欧州選手権2015
- デンマークU-23
  - 2016年リオデジャネイロオリンピック
- デンマーク